# Challenger de Tulln an der Donau
El NÖ Open es un torneo profesional de tenis. Pertenece al ATP Challenger Tour. Se juega desde el año 2021 sobre pistas de tierra batida, en Tulln an der Donau, Austria.

## Palmarés

### Individuales
| Año  | Campeón       | Finalista      | Resultado      |
| ---- | ------------- | -------------- | -------------- |
| 2021 | Mats Moraing  | Hugo Gaston    | 6-2, 6-1       |
| 2022 | Jozef Kovalík | Jelle Sels     | 7-6(6), 7-6(3) |
| 2023 | Vít Kopřiva   | Sumit Nagal    | 6-2, 6-4       |
| 2024 | Jan Choinski  | Lukas Neumayer | 6-4, 6-1       |

### Dobles
| Año  | Campeones                     | Finalistas                         | Resultado        |
| ---- | ----------------------------- | ---------------------------------- | ---------------- |
| 2021 | Dustin Brown Andrea Vavassori | Rafael Matos Felipe Meligeni Alves | 7–6(5), 6–1      |
| 2022 | Alexander Erler Lucas Miedler | Zdeněk Kolář Denys Molchanov       | 6–3, 6–4         |
| 2023 | Zdeněk Kolář Blaž Rola        | Piotr Matuszewski Kai Wehnelt      | 6–4, 4–6, [10–6] |
| 2024 | Miloš Karol Vitaliy Sachko    | Karol Drzewiecki Piotr Matuszewski | 6–4, 2–6, [11–9] |